# Кальмарська унія
Ка́льмарська у́нія (дан., швед. і норв. Kalmarunionen; лат. Unio Calmariensis) (1397—1521) — унія, що об'єднала під егідою Данії три скандинавські королівства: Данію, Норвегію та Швецію з залежними територіями — Фінляндією, Ісландією та Гренландією.

## Витоки союзу
Унія виникла на противагу німецької економічної і політичної експансії в Скандинавії в XIV столітті. У цей період вільні й ганзейські міста поступово монополізували торгівлю в Скандинавії. Проникнення німців посилило скандинавську інтеграцію. Другим фактором, що спричинився до виникнення Кальмарської унії, стали економічні кризи XIII—XIV століть, пов'язані з погіршенням клімату. Поважні знатні скандинавські сім'ї мали володіння по всій Північній Європі, і спільний король був би для них гарантом збереження їхніх володінь і захистом від сепаратизму. Данія не спромоглася самотужки реалізувати політичні амбіції: вона змушена була піти зі Шлезвігу й Естляндії. Норвезьким королям забракло власних ресурсів для ведення активної політики. Усе це сприяло укладанню унії. Проміжним етапом до Кальмарської унії стала шведсько-норвезька унія.

## Створення союзу
1364 року останній шведський король з династії Фолькунгів, Магнус Ерікссон, що був одночасно королем (від 1319 до 1355) Норвегії, був вигнаний, і королем Швеції був обраний німецький герцог Альбрехт Мекленбурзький. Ще раніше Магнус Ерікссон був вигнаний з Норвегії, і наступником став його син Гокон VI. Незадоволена політикою Альбрехта Мекленбургського частина шляхти закликала дочку й спадкоємицю короля Вальдемара Аттердага, королеву Данії Маргариту, вдову сина і співправителя Магнуса Ерікссона — Гокона VI, щоб звести її на престол разом з малолітнім сином Олафом.
1380 року Данія і економічно залежна від неї Норвегія об'єдналися в особисту унію під владою королеви Маргарити Данської. 1387 року син Маргарити Олаф помер, і Маргарита була оголошена «повноправною пані та законною володаркою» Швеції. 1389 року шведський короля Альбрехта повалило об'єднане дансько-шведське військо. 1397 року в Кальмарському замку був підписаний договір про створення унії. Королем Данії, Швеції і Норвегії був визнаний малолітній племінник королеви Маргарити Ерік Померанський. За угодою три країни повинні були мати загального монарха, влада повинна була передаватися по прямій чоловічій лінії; в разі бездітності короля представники всіх трьох країн мали обрати нового монарха. Країни зобов'язувалися надавати одна одній допомогу в разі воєн або заколотів. Обговорювалися привілеї церкви. Підкреслювалася внутрішня самостійність королівств і шанування внутрішніх законів.

## Конфлікт
Під час правління Маргарити королівська влада дедалі зміцнювалася, що посилювало напруженість між короною і аристократією, але лише за правління Еріка (1412—1439 роки) вона призвела до відкритого повстання. Конфлікт Маргарити і Альбрехта змусив її укласти угоду з Ганзейським союзом, підтвердивши його економічне панування в Скандинавії. Ерік навпаки намагався покласти край залежності від Любека й Ганзи, що призвело до війни. Війни в Шлезвіг-Гольштейні, Мекленбурзі і Померанії призвели до збільшення податків на населення і руйнували життєво важливий шведський експорт заліза, що призвело до повстання в Даларні під орудою Енгельбректа Енгельбректсона. 1435 року він був обраний правителем, але незабаром був убитий. Боротьбу очолив Карл VIII Кнутссон, лідер шведського дворянства, якого 1438 року Риксрод обрав королем Швеції. Ерік був позбавлений влади (1438—1439) як король унії, і його місце зайняв його племінник Хрістофер Баварський. Крістофер був бездітний, і після його смерті 1448 року виник вакуум влади. Швеція обрала новим королем Карла Кнутссона з наміром відродити унію під шведською короною. Наступного року Карл був обраний королем Норвегії, але новим королем Данії став Кристіан I Ольденбурзький. Наступні 70 років пройшли в постійній боротьбі між Данією і Швецією за верховенство в унії.
Після смерті шведського регента Стена Стуре Старшого 1503 року в міжусобицю втрутився Кристіан II Данський. 1517 року, спираючись на своїх шведських прихильників, він спробував силою відновити унію. Після двох невдалих спроб (1517 і 1518) він 1520 року виграв битву на льоду озера Осунден, у якій був смертельно поранений його суперник Стен Стуре Молодший, і зайняв Стокгольм. Уникнувши Стокгольмської кривавої лазні, що сталася 1520 року, Густав Ерікссон Васа очолив нове повстання в лісах Смоланду, унаслідок якого шведи знову вигнали данців 1521 року. 6 червня 1523 року в Стренгнесі Густав Ерікссон був обраний королем Швеції, що де-факто зруйнувало унію. Остаточно дансько-шведська унія була скасована Щецинським миром 1570 року, відповідно до умов якого данський король відмовився від претензій на шведський престол, а шведський король — на решту підвладної данцям Норвегії.

## Остаточний розпад
Залишки Кальмарської унії проіснували до 1536 року, коли Данія в односторонньому порядку оголосила Норвегію своєю провінцією і виникла Дансько-норвезька унія з явним переважанням Данії. Норвегія зберегла свої закони й деякі державні інститути, але колишні норвезькі території — Ісландія, Гренландія, Фарерські острови — перейшли у володіння Данії. 1814 року Данія була змушена передати Норвегію королю Швеції. Ці події призвели в середині XIX століття до появи руху за об'єднання країн колишньої Кальмарської унії (крім Фінляндії) в єдину монархію.